# Forns romans de la Fornaca de Vilassar de Dalt

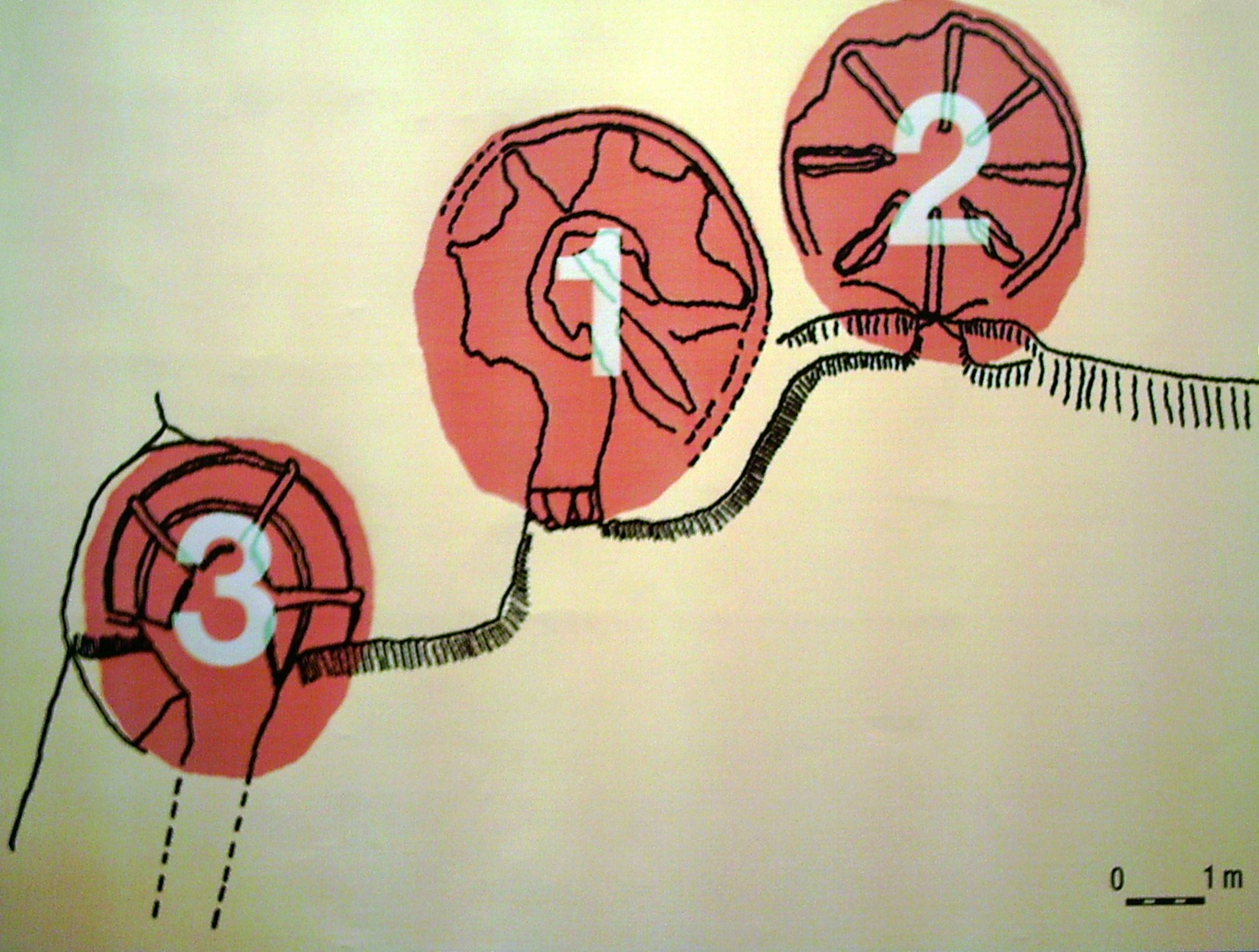
Disposició del tres forns

La Fornaca de Vilassar de Dalt és un recinte arqueològic situat al municipi de Vilassar de Dalt, al Maresme, declarat bé cultural d'interès local.
Inclou tres forns romans dedicats a la producció industrial de material ceràmic de gran format: material de construcció (ímbrex, tègula i maons) i dòlies (recipients de grans dimensions).
La seva tipologia, els materials trobats en l'excavació i l'estudi arqueomagnètic del forns 1 i 2 permeten datar l'època d'activitat dels forns entre els segles I i II dC. El topònim Fornaca, documentat per primera vegada l'any 1290 al speculum del castell de Vilassar, dona pistes sobre l'antiguitat de la zona de producció industrial.
El recinte és gestionat pel Museu-Arxiu de Vilassar de Dalt.

## Cronologia
- 1949 - El Grup Arqueològic de Vilassar de Dalt documenta l'existència d'un forn d'època indeterminada tocant al camí de Mataró.
- 1981 - El Grup Arqueològic del Museu de Vilassar de Dalt neteja el forn sense cap resultat arqueològic.
- 1985 - El forn s'inclou en el Catàleg del Patrimoni de Vilassar de Dalt.
- 2002 - S'urbanitza l'entorn per desenvolupar el polígon industrial de Vallmorena i el Forn 1 s'integra en una zona verda. El Museu Arxiu de Vilassar de Dalt emprèn la documentació i protecció dels forns. En les tasques d'excavació, sota la direcció tècnica de l'arqueòloga Núria Roselló i Gregori, es troben els Forns 2 i 3, el vèrtex d'un abocador de mitjan segle i després de Crist a 50 metres dels forns i, als voltants, un pou amb parets i reompliment d'època romana i una sitja del segle i.[5]
- 2004 - L'Ajuntament de Vilassar de Dalt construeix l'edifici de protecció dels forns, que ha merescut nombrosos premis d'arquitectura.[6]
- 2005 - La Direcció General de Patrimoni de la Generalitat de Catalunya es fa càrrec de la consolidació dels forns. S'apliquen tirants i arcs de ferro al Forn 1, resines a les esquerdes dels Forns 1 i 3 i es fa una neteja intensiva de les escorificacions i vitrificacions de les cambres de cocció.
- 2007 - El 21 d'abril, els forns romans de Vilassar de Dalt s'obren al públic.[7]

## Els forns
Els forns 1 i 2 són del tipus 1/a, segons la catalogació de N. Cuomo di Caprio i F. le Ny. Amb doble cambra, la inferior o de combustió i la superior o de cocció, separades per una graella amb vuit arcs radials i una columna central.

### Forn 1
La boca d'accés a la cambra de combustió, que permetia l'entrada de combustible, la neteja de cendres i la regulació del tir es trobà paredada. No es conserva la cambra de cocció. Va ser excavat i documentat l'any 1949 pel Grup Arqueològic de Vilassar de Dalt, i reexcavat l'any 1981.

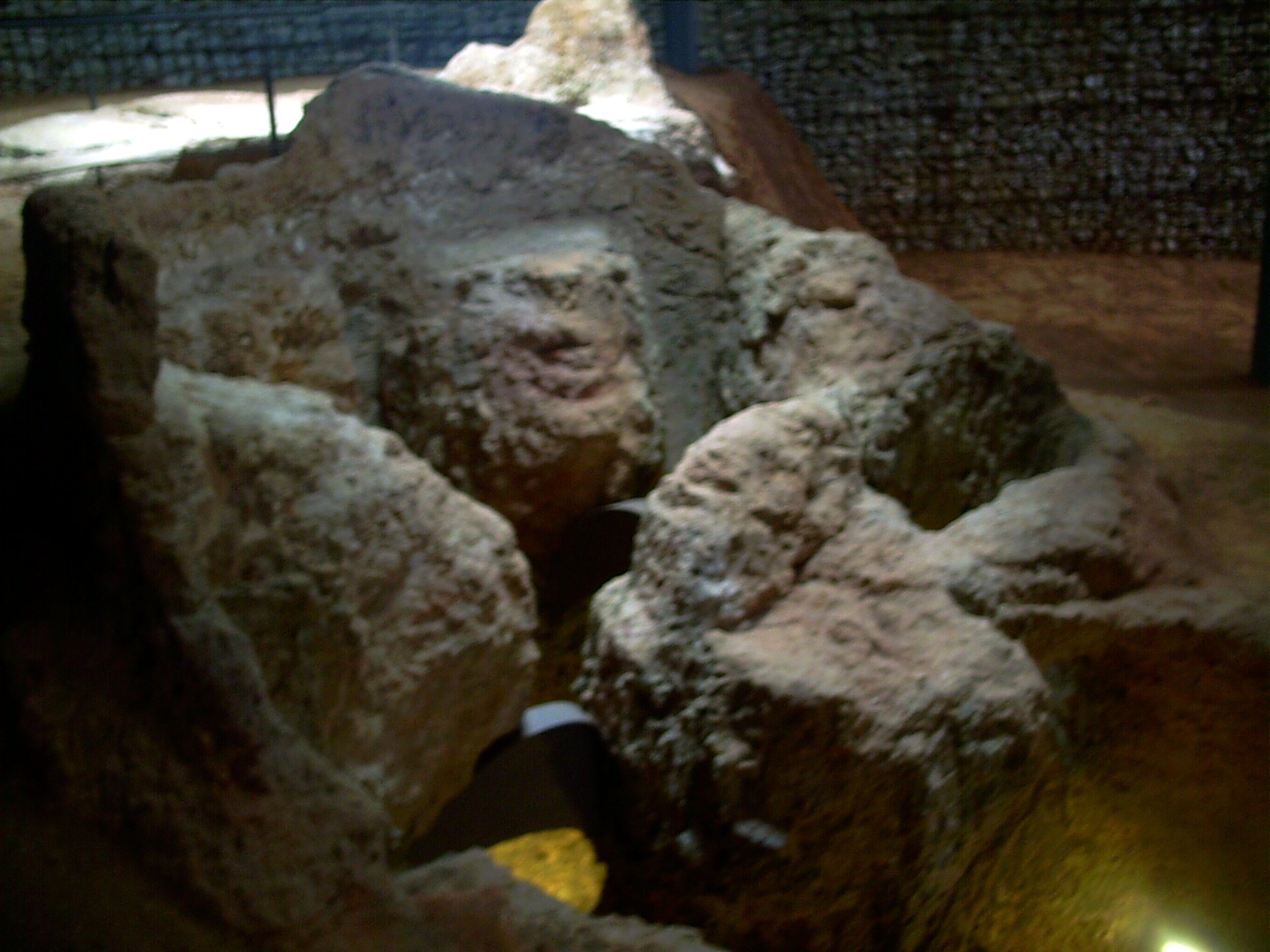
Forn 1

### Forn 2
La cambra de combustió es troba molt ben conservada. La graella que separa les dues cambres es troba ben conservada. Sobre aquesta graella se situaven les peces a coure. Es pot observar la base de la paret de la cambra de cocció. Va ser descobert l'any 2002, en urbanitzar el polígon industrial de Vallmorena amb el Forn 2.

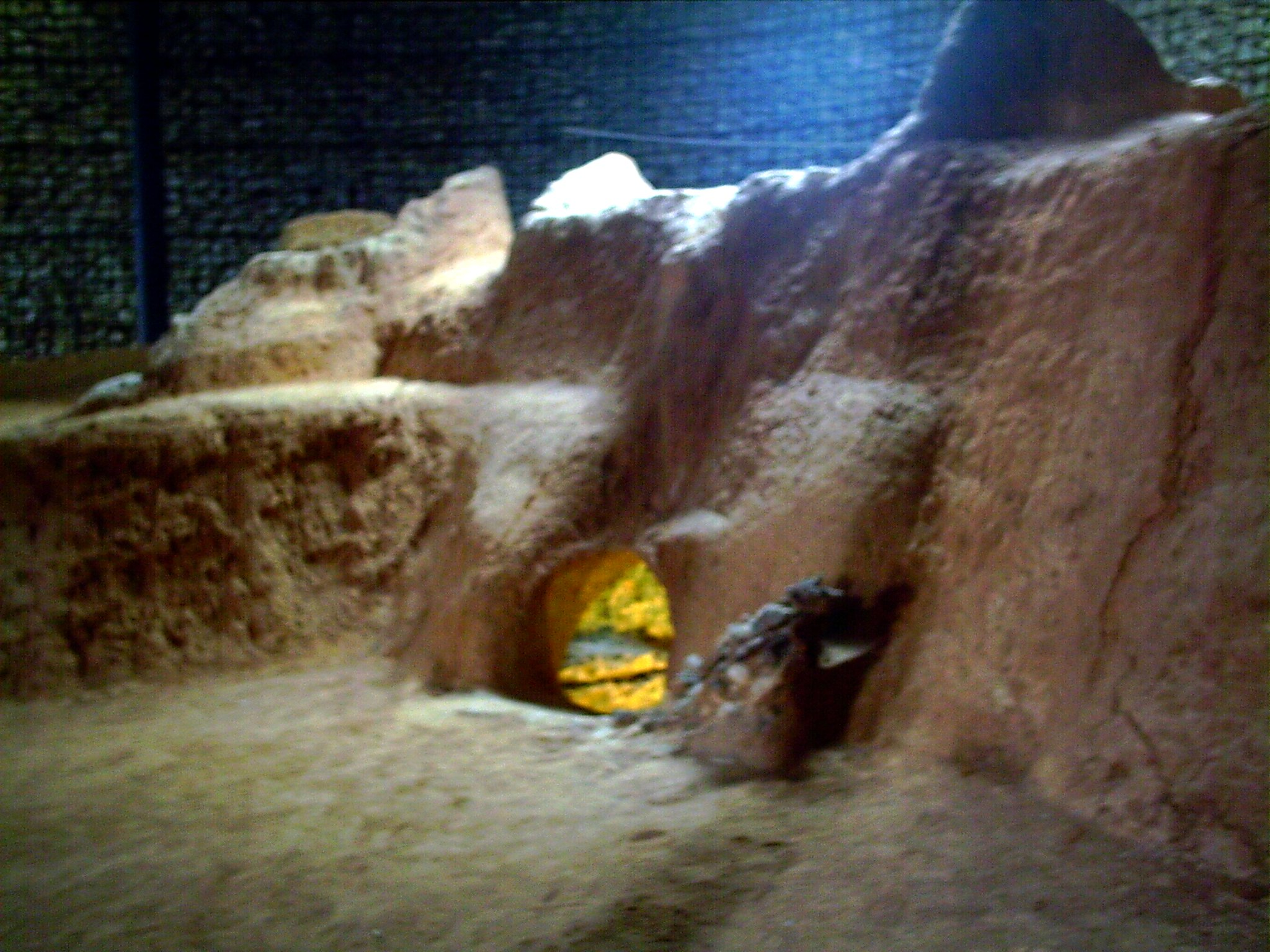
Boca del forn 2

### Forn 3
És del tipus 1/c, segons la catalogació de N. Cuomo di Caprio i F. le Ny. Més petit que els altres dos. té una única cambra de combustió, corredor d'entrada o præfurnium i banqueta perimetral, que delimita la cambra de combustió. Sobre aquesta banqueta se situaven les peces a coure. Va ser descobert l'any 2002, amb el Forn 1.

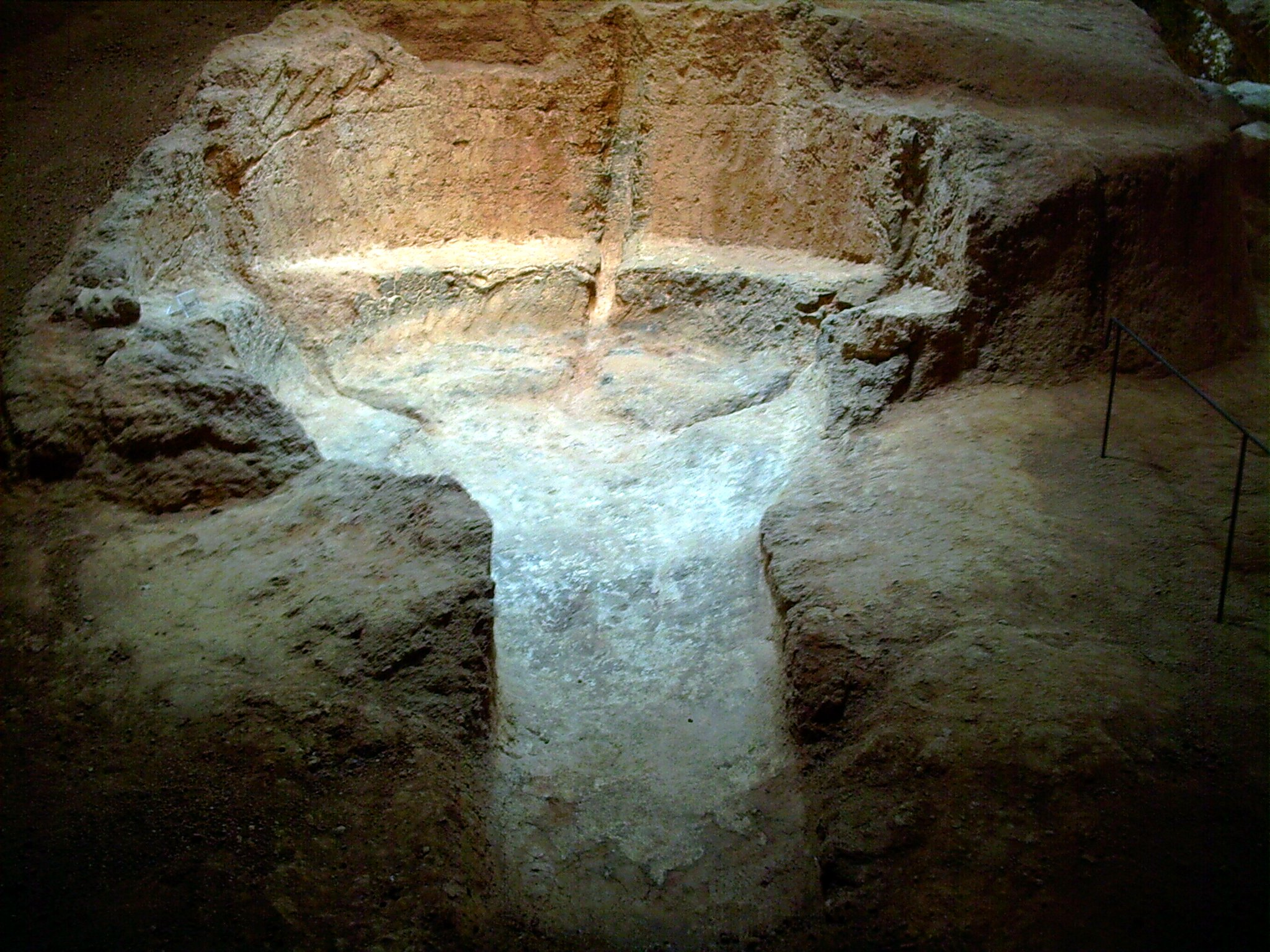
Forn 3

## Recinte

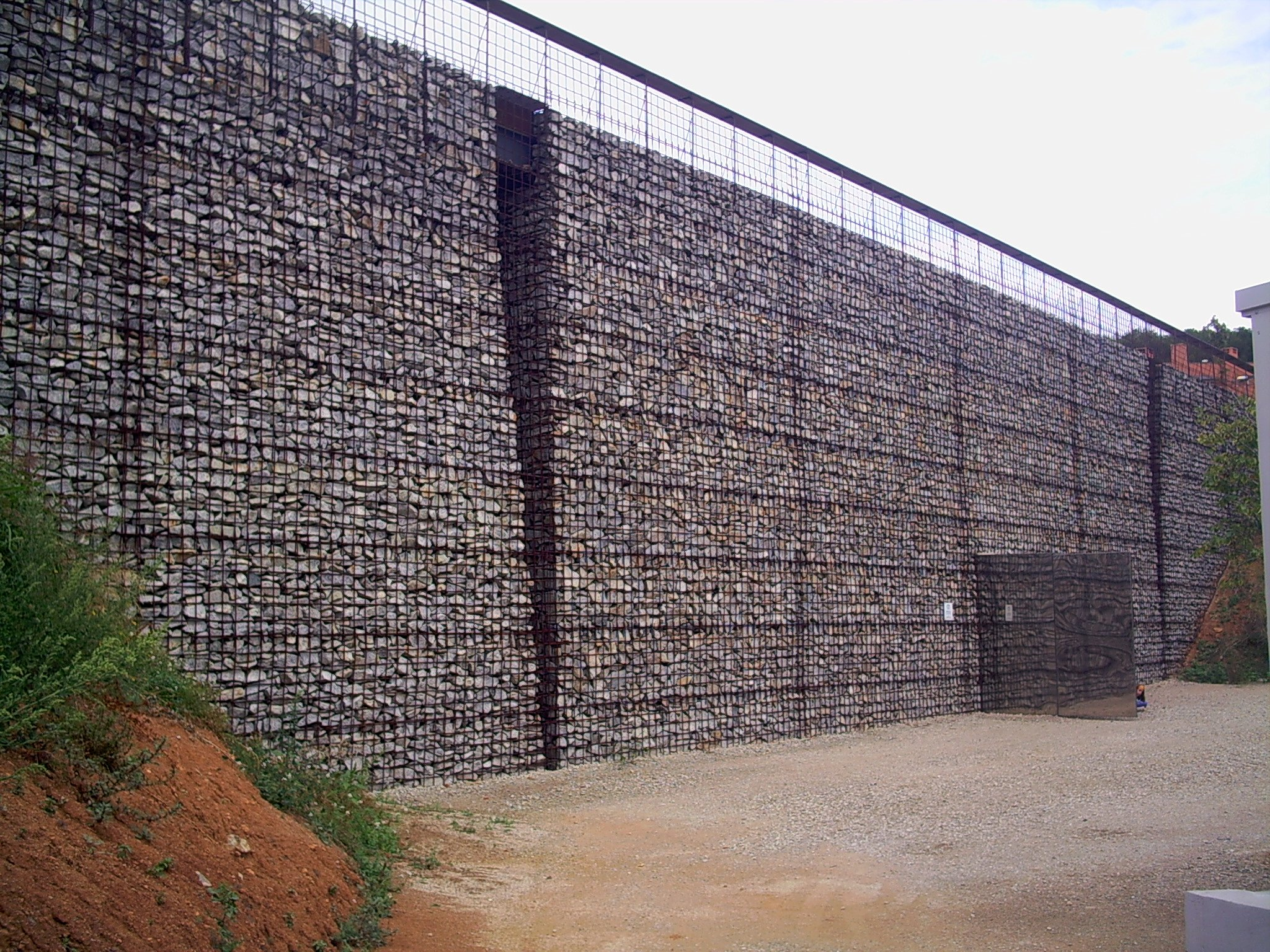
Recinte exterior

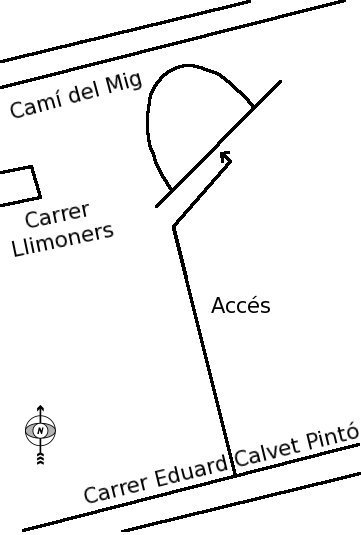
Situació

Els forns es troben en un recinte dissenyat l'any 2002 per l'arquitecte Toni Gironés, amb la participació de col·laboradors del Museu-Arxiu de Vilassar de Dalt, i els tècnics de la Generalitat de Catalunya, que van determinar les condicions òptimes per la conservació dels forns. Aquests van determinar que per les seves característiques i materials la seva conservació necessitava ventilació natural. Per això el recinte està format per un mur de pedra seca que permet el pas de l'aire, amb forma corba que dirigeix l'aire al voltant dels forns, però no els toca directament. També disposen d'il·luminació natural zenital per tres lucernaris situats a sobre de cada un dels forns, que permeten la seva observació i estudi, i que donen a la zona verda situada a sobre del recinte.

## Situació
El recinte es troba al Polígon industrial de Vallmorena, a Vilassar de Dalt, promogut l'any 2002, en el límit amb el barri de la Fornaca, promogut per l'Institut Català del Sòl l'any 1985. Concretament entre el Camí del mig i el carrer Eduard Calvet Pintó, darrere una nau industrial que oculta la visió de la seva façana des del carrer, tot i així està convenientment senyalitzat. Disposa d'una àmplia zona d'aparcament situada a l'accés pel carrer Eduard Calvet Pintó.

## Visites
Els forns es poden visitar el primer diumenge de cada mes, d'11 a 14 hores, i es poden concertar visites amb el Museu Arxiu de Vilassar de Dalt Arxivat 2007-11-17 a Wayback Machine..

## Galeria d'imatges

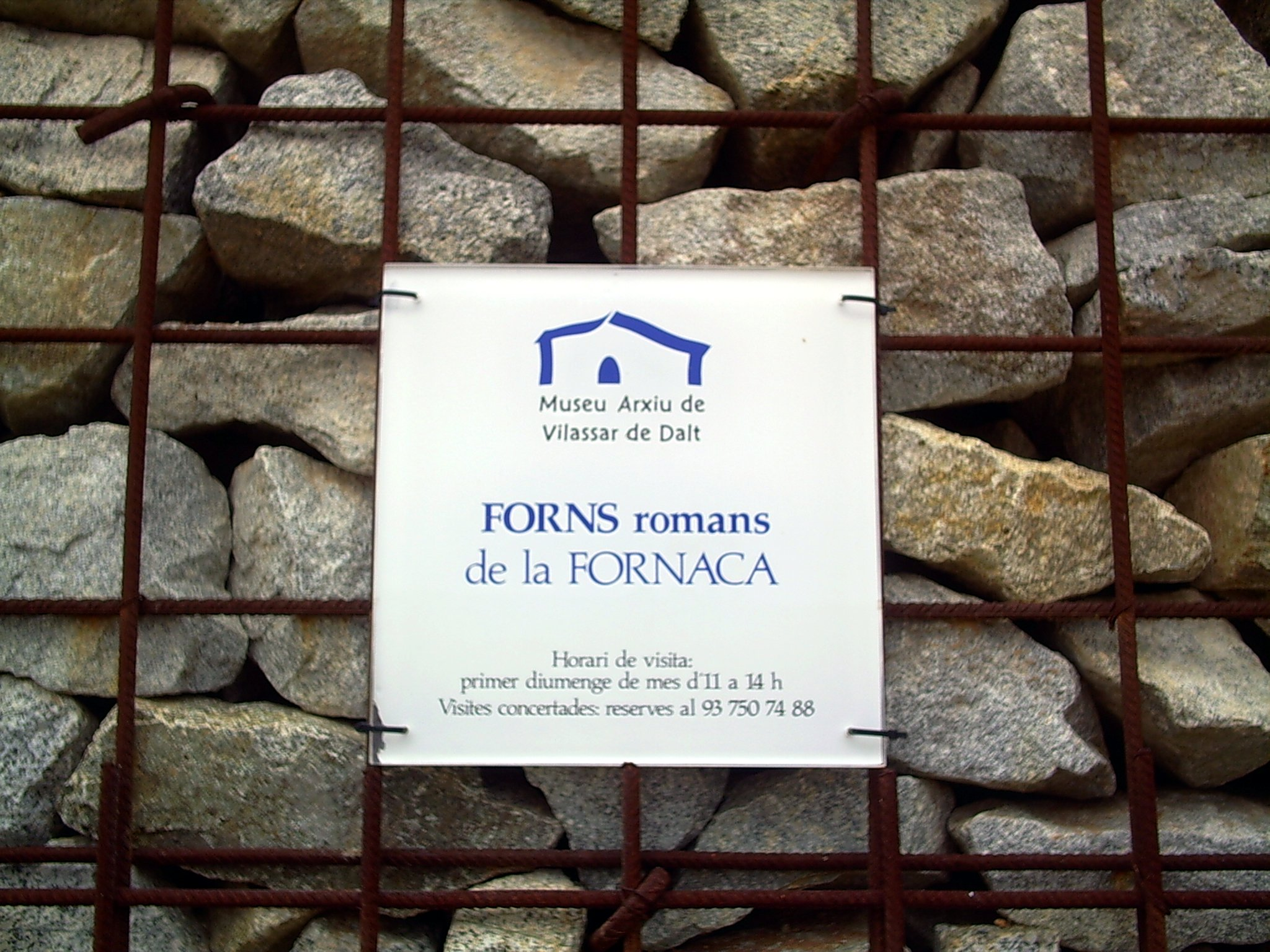
Placa.
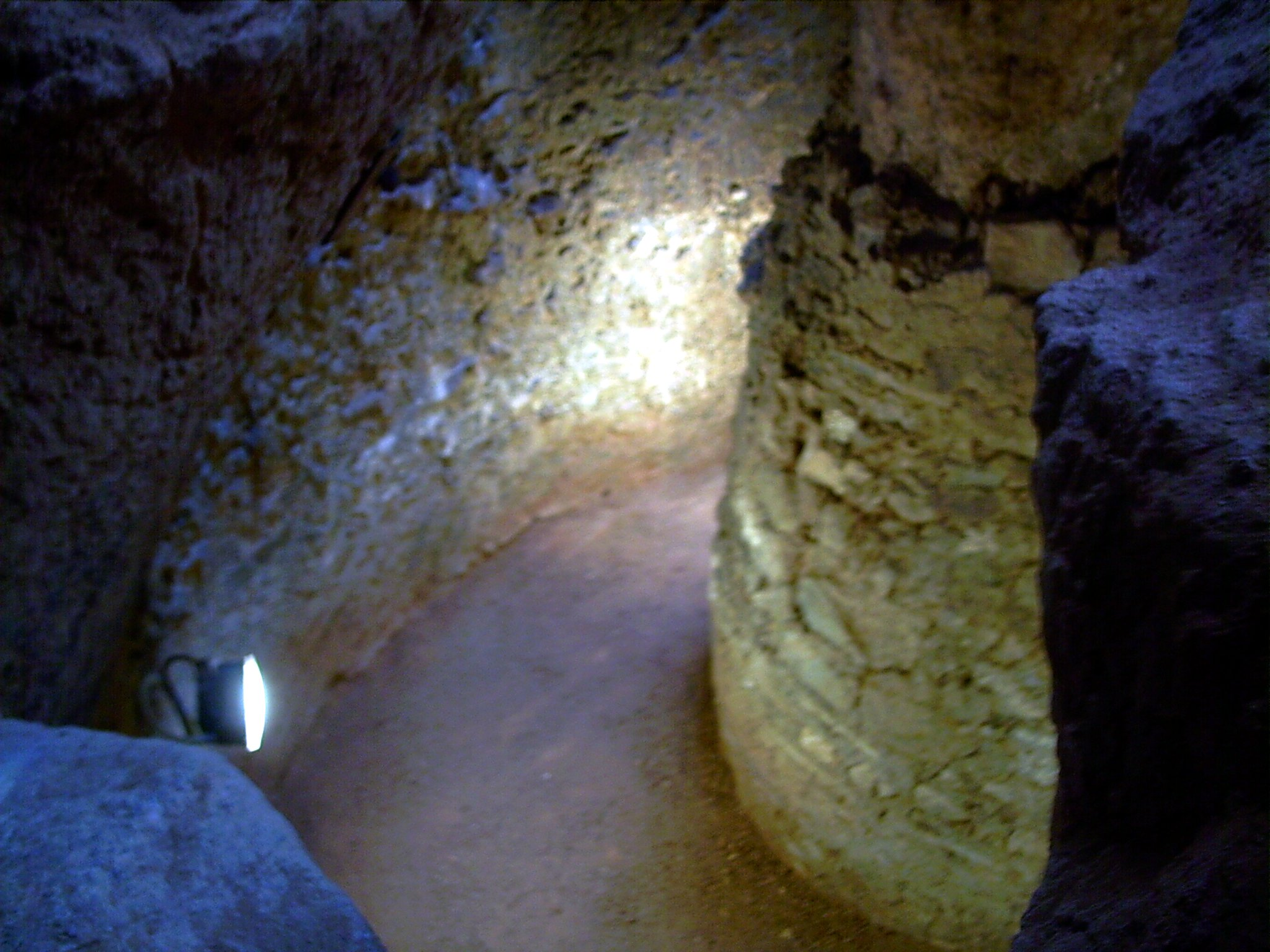
Columna central de la cambra de combustió del Forn 2
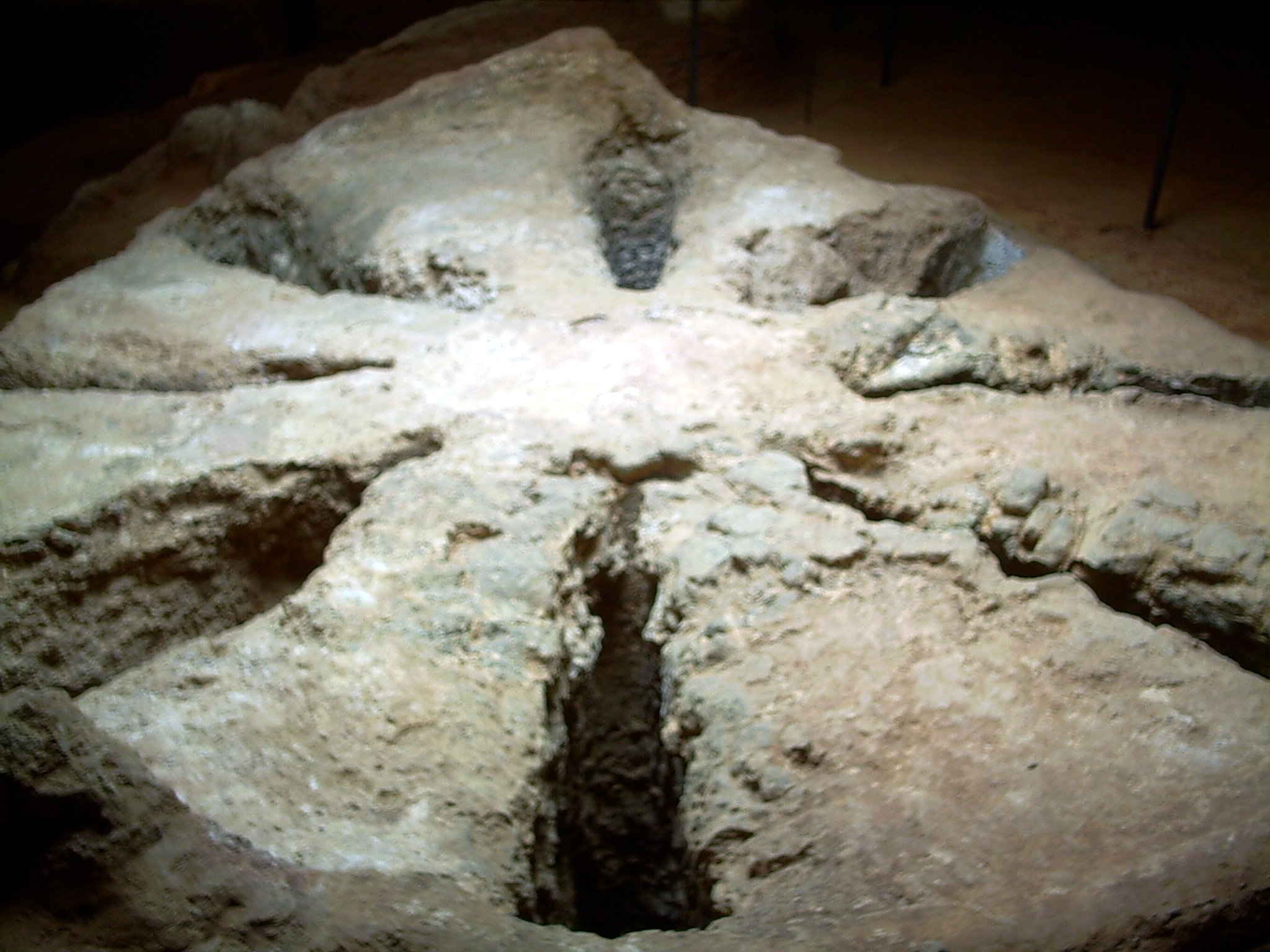
Graella del Forn 2.
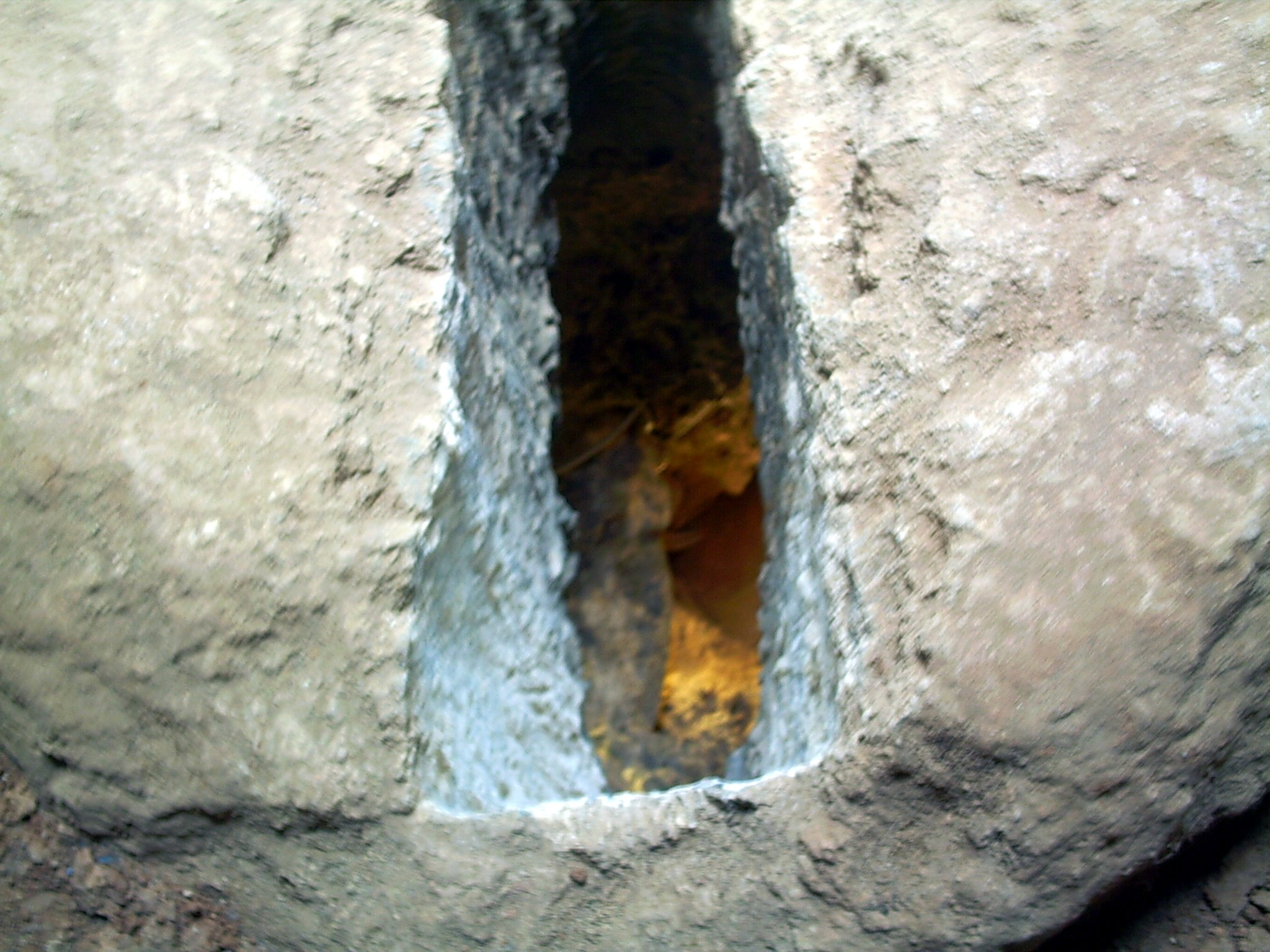
Detall de la graella del Forn 2
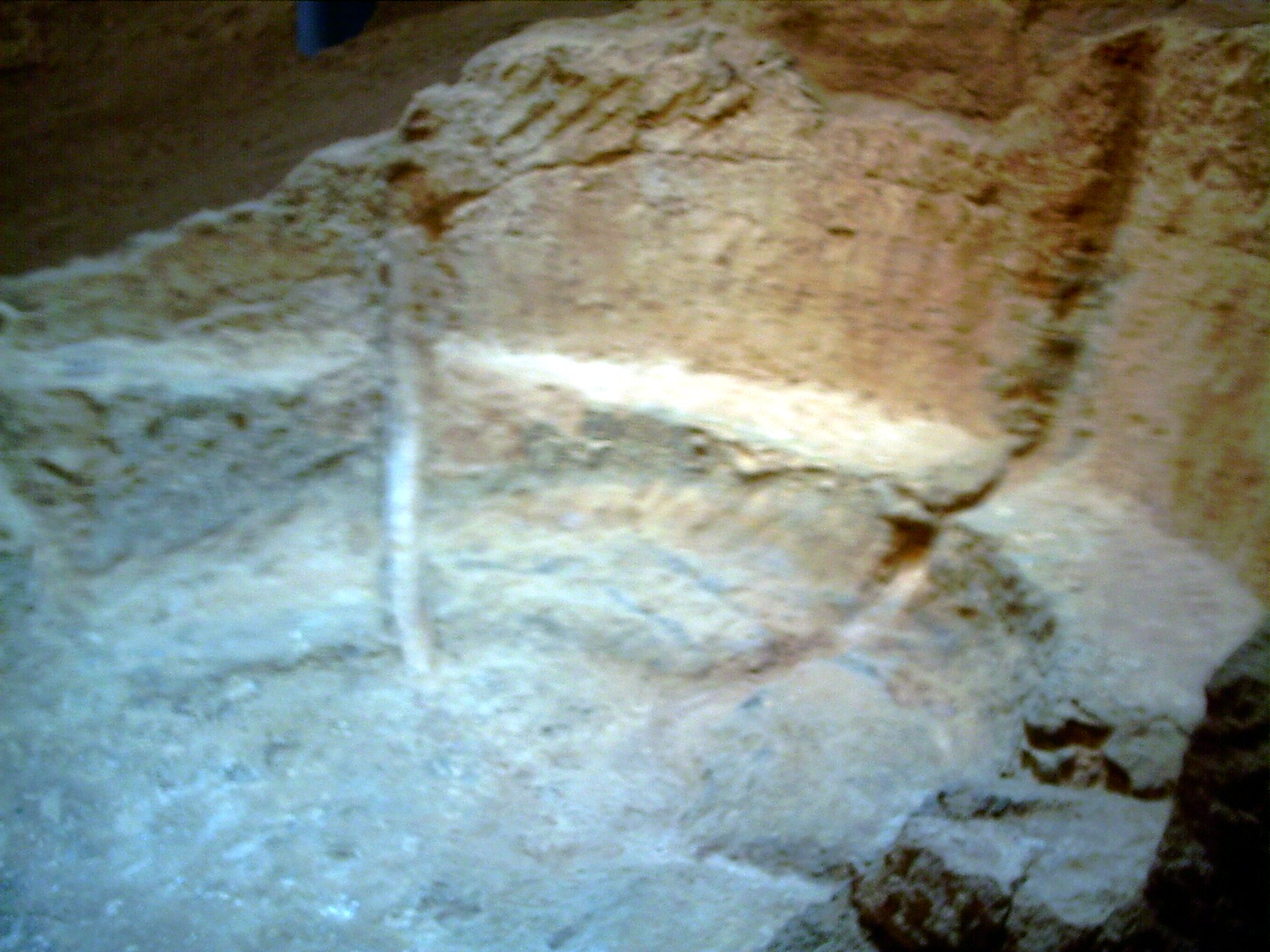
Detall de la banqueta perimetral del Forn 3
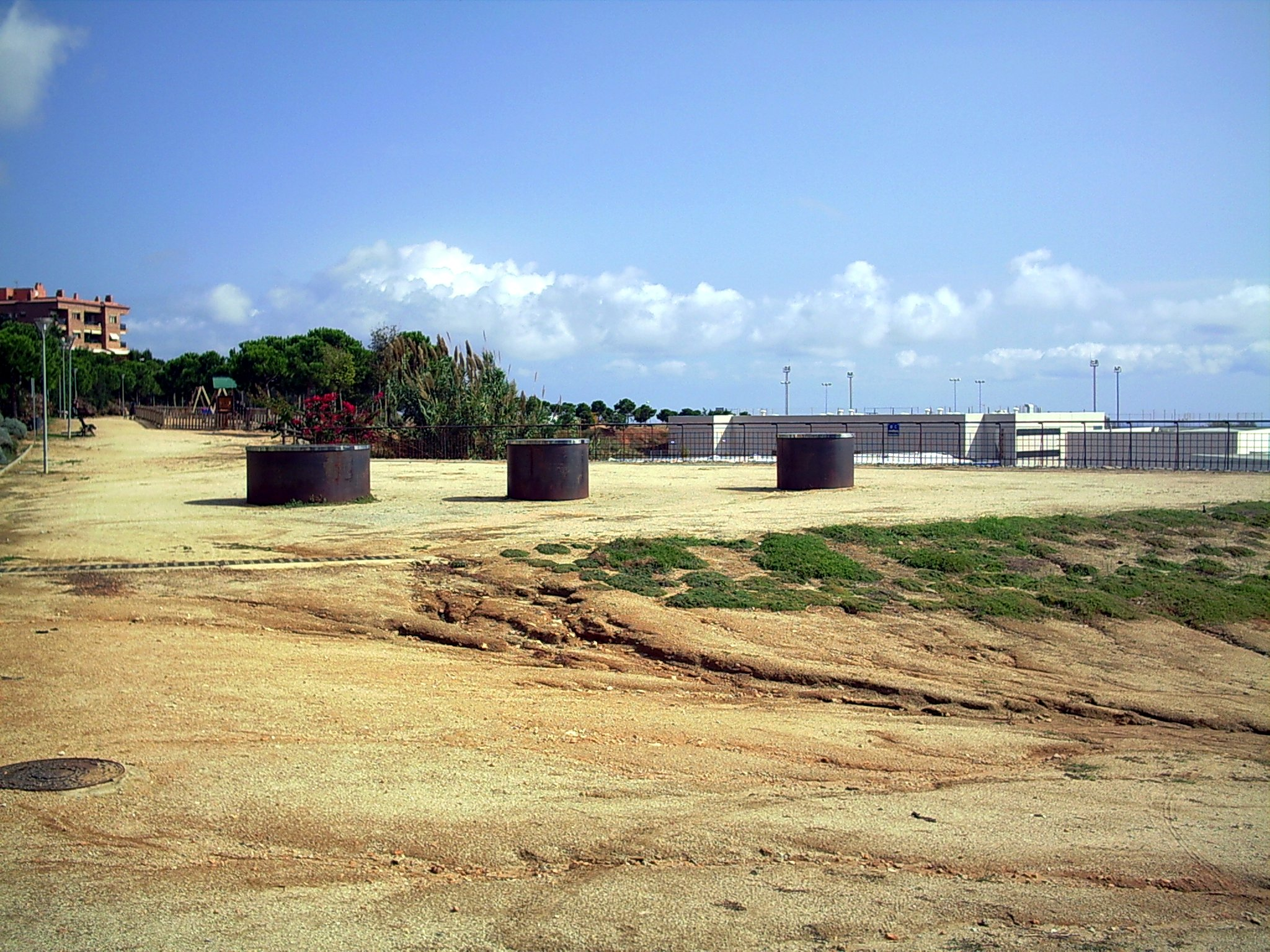
Zona verda situada sobre els forns. Es pot veure les finestres zenitals que els donen llum natural.
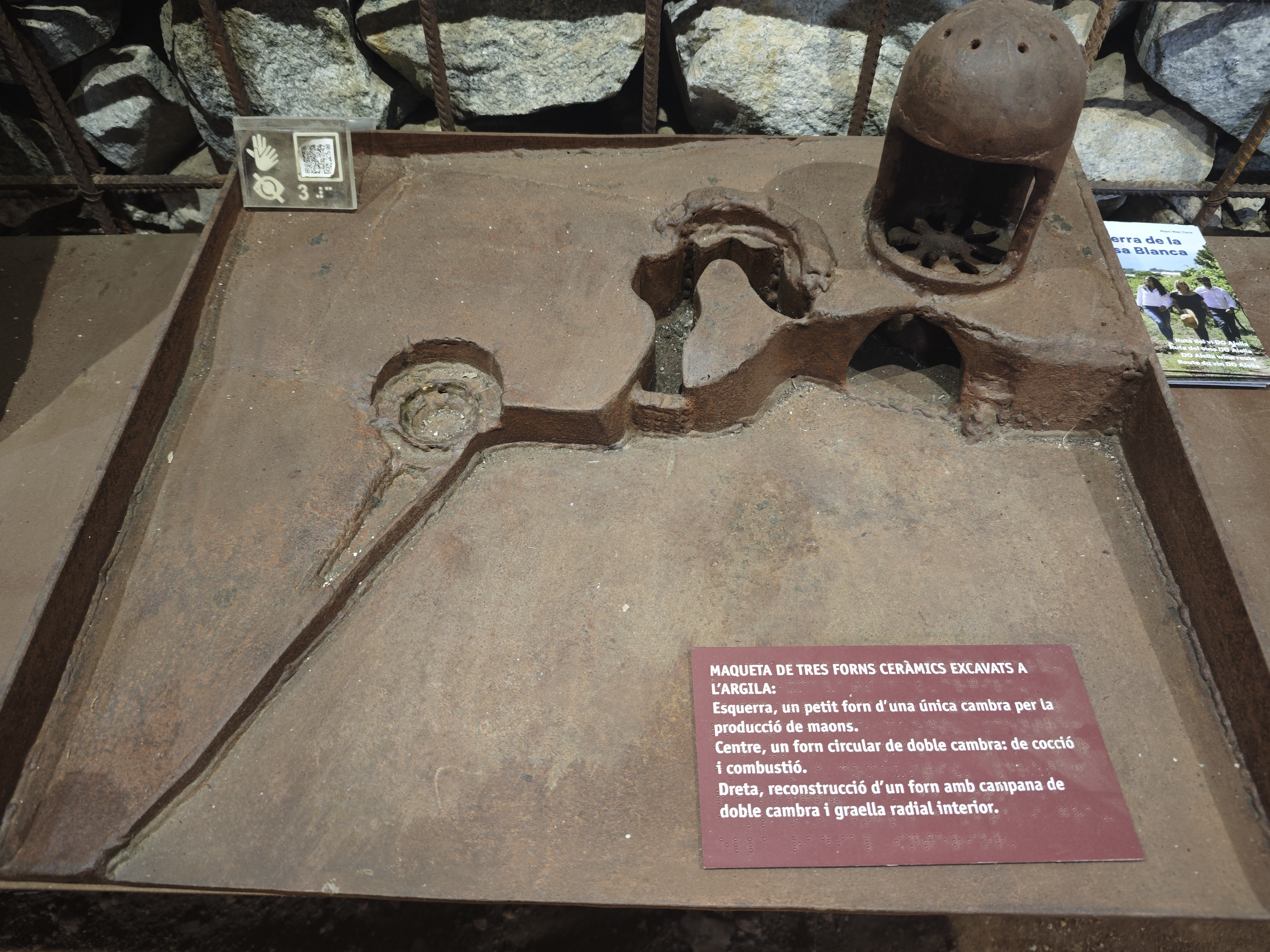
Maqueta dels Forns de la Fornaca
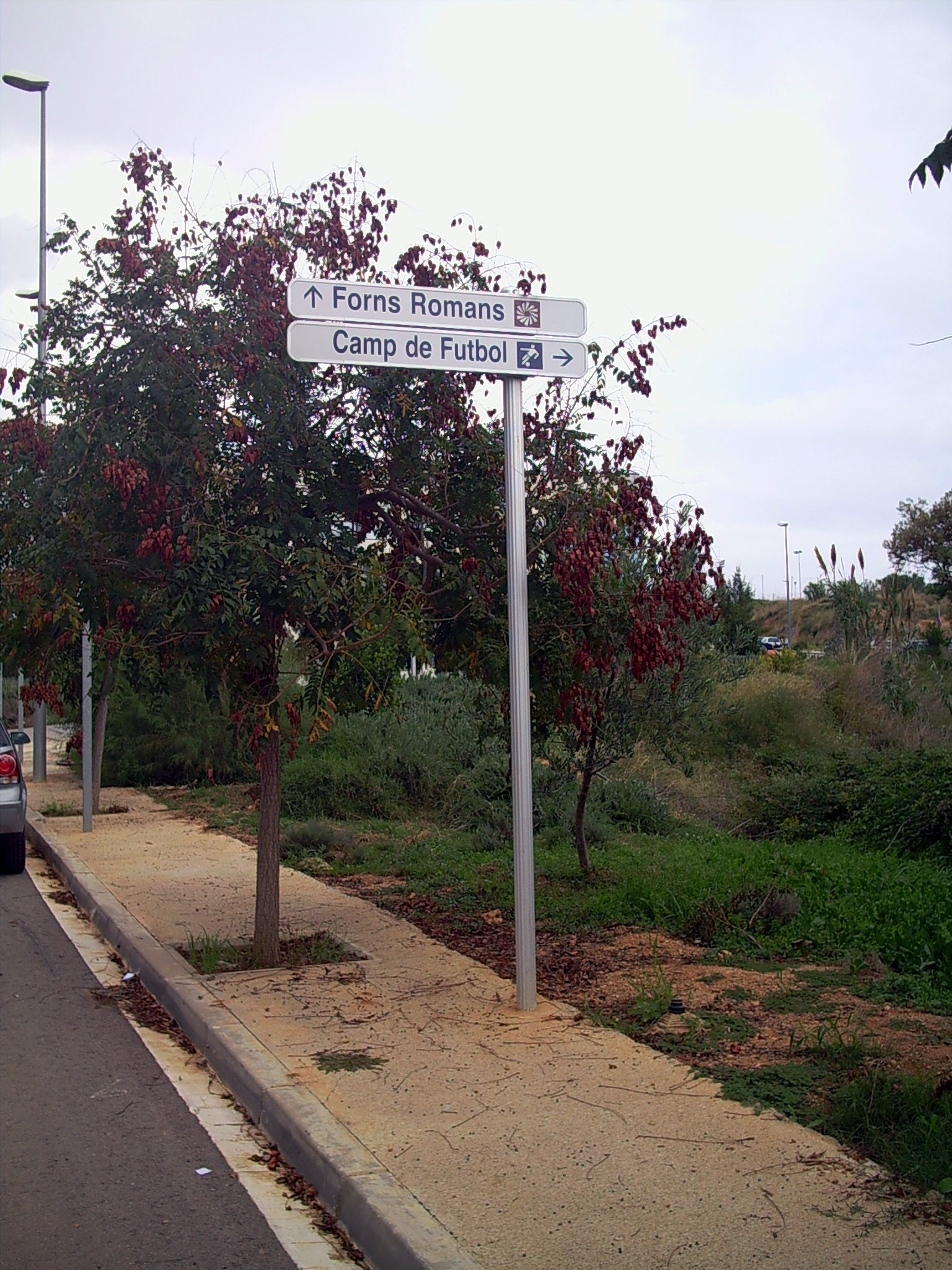
Senyal indicadora